# Big Cartoon Database
Big Cartoon DataBase är en onlinedatabas på Internet med information om animerad film och animerade TV-serier. Den startade 1996 och handlade då främst om Disneyfilmer.